# 白胸鳾
白胸䴓是雀形目鳾科䴓属下的一种鸟类。這種鳾鳥主要分布於加拿大至墨西哥之間的的落葉林與混合林中，以昆蟲及種子為食，是當地最大的䴓鳥。
白胸䴓由英國鳥類學家約翰·萊瑟姆所命名，其體長約15.5公分，具有黑色的頭冠、深灰色的背部、白色的胸腹部與臉部的辨識特徵，並有略微羽色深淺不同的地區型態。這個物種在繁殖時採一夫一妻制，通常會在既有樹洞中築巢，每窩產5—9枚卵，其中雌鳥負責孵卵，而雄鳥則負責提供食物；後經13—14日的時間後孵化，並由兩方一同照顧至幼鳥獨立。
在其分布範圍中，白胸䴓是一種相當常見的鳥類，其分布廣泛，且其族群數量仍在上升中。因此國際自然保育聯盟將其評為無危物種，並受到《1918年候鸟条约法》的保護；但該物種仍有被捕食及可供繁殖的樹木減少的隱憂存在。

## 命名与分类
白胸鳾在瑞典生物學家卡尔·林奈的《自然系統》第十版出版前，就已由英國自然學家馬克·蓋茨比（於1731年）、法國動物學家马蒂兰·雅克·布里松（於1760年）等人給予其相關描述。1758年，當林奈在《自然系統》內引用了蓋茨比的資料時，卻認為該物種是普通䴓的一個變種因此未有一個實際學名。雖然布里松在其1760年的著作中已使用「Sitta carolinensis」這個名稱，但其命名方式（多詞拉丁名）並不為現今中所要求的雙名法規範所接受，因而無效。直到1790年，英国鸟类学家约翰·莱瑟姆的著作《Index Ornithologicus》出版，才始被確認為是白胸鳾的首個命名者。白胸鳾學名中的源自古希腊语的（羅馬化：sittē），其原指亞里斯多德、卡利馬科斯等人所提到的一種像啄木鳥的鳥；而在拉丁语中意为“卡罗莱纳的”。
白胸鳾及鳾屬的分類地位歷經了多次變動。德国鸟类学家埃德蒙·沃尔特斯于1975年至1982年间曾提出将䴓属下划分出數個亚属，而其中白胸䴓被归入Leptositta亞屬下，与喜山䴓和藏䴓同一亞屬。因白胸䴓的外貌和鸣叫与藏䴓接近，二者曾被認為為同种。但2012年发表的一项研究表明，䴓属具有互相隔離的四个不同的基因谱系，各分支下不同物种具有相似的形态和鸣唱声可供区分。而2014年的一項涵蓋䴓属内所有主要谱系的分子研究顯示，白胸䴓与巨䴓的关系比與藏䴓來得更為密切，而藏䴓實質上為鳾科中最為基幹的物种。
以下为基于2014年系统发生树研究制成的简化支序图：

|  | \| \| 巨䴓（） \| \| \| \| \| \| 白胸䴓（） \| \| \| \| |
|  |                                                         |
|  | 其他所有䴓屬物種                                        |
|  |                                                         |
|  | 巨䴓（）                                                |
|  |                                                         |
|  | 白胸䴓（）                                              |
|  |                                                         |

|  | 巨䴓（）   |
|  |            |
|  | 白胸䴓（） |
|  |            |

|  | \| \| 巨䴓（） \| \| \| \| \| \| 白胸䴓（） \| \| \| \| |
|  |                                                         |
|  | 其他所有䴓屬物種                                        |
|  |                                                         |
|  | 巨䴓（）                                                |
|  |                                                         |
|  | 白胸䴓（）                                              |
|  |                                                         |

|  | 巨䴓（）   |
|  |            |
|  | 白胸䴓（） |
|  |            |

|  | \| \| 巨䴓（） \| \| \| \| \| \| 白胸䴓（） \| \| \| \| |
|  |                                                         |
|  | 其他所有䴓屬物種                                        |
|  |                                                         |
|  | 巨䴓（）                                                |
|  |                                                         |
|  | 白胸䴓（）                                              |
|  |                                                         |

|  | 巨䴓（）   |
|  |            |
|  | 白胸䴓（） |
|  |            |

|  | \| \| 巨䴓（） \| \| \| \| \| \| 白胸䴓（） \| \| \| \| |
|  |                                                         |
|  | 其他所有䴓屬物種                                        |
|  |                                                         |
|  | 巨䴓（）                                                |
|  |                                                         |
|  | 白胸䴓（）                                              |
|  |                                                         |

|  | 巨䴓（）   |
|  |            |
|  | 白胸䴓（） |
|  |            |

## 形态描述

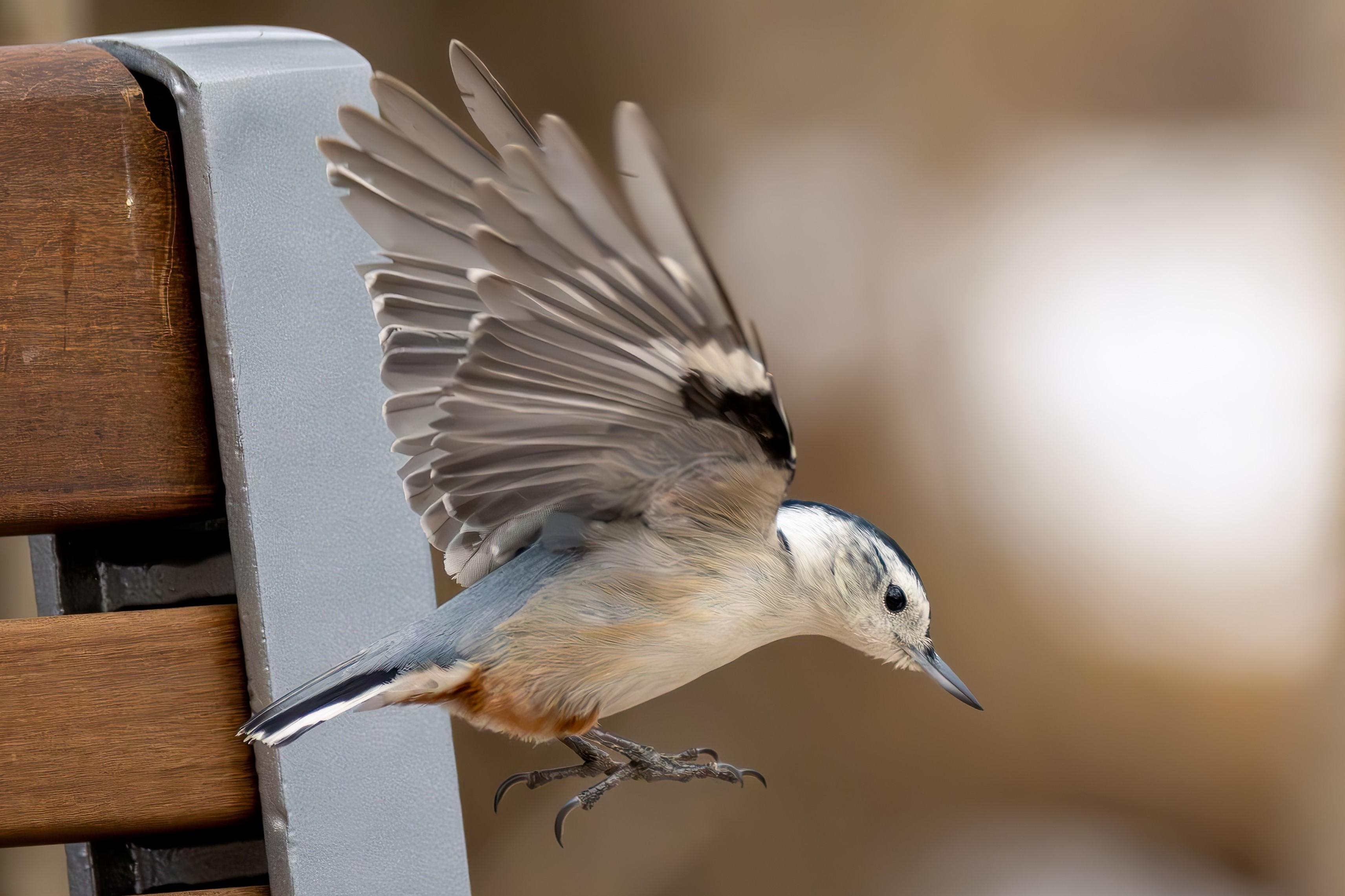
指名亚种S. c. carolinensis，摄于安大略省南部

与其他䴓类相比，白胸䴓体型中等，体长约15.5厘米，具体大小因亚种而异。与同属其他成员一样，其头大、尾短、翅短、喙强健、足有力，翼展可达20—27厘米，体重在18—30克之间。
指名亚种S. c. carolinensis成年雄性的上部呈浅蓝灰，头冠呈亮黑色，背部上方有一条黑纹；翼上覆羽和飞羽皆呈深灰色，边缘处颜色较浅，闭合的翅膀为浅灰黑色，带有细长的白色翼纹；面部和下部为白色；外侧尾羽呈黑色，外沿三根羽毛上有宽斜的白色条带，飞行时清晰可见。
雌鸟背上的黑色条纹一般窄于雄鸟，上半身颜色略暗，下半身颜色较浅。雌鸟头冠通常为灰色，但许多个体亦有灰色，这使得在野外很难将其与雄鸟区分开。美国东北部至少有10%的雌鸟头冠呈黑色，而在落基山脉、墨西哥和美国东南部，这一比例可达40—80%。幼鸟与成鸟类似，但羽毛颜色较暗。

### 地理差异
白胸䴓根據不同名錄判定，有7—9個亞種，其主要差異在於是否承認及二者为独立亚种。這些亞種間的差异較小，且分布地区之间常有兼具二者特征的过渡个体出现，但可根据形态、栖息地和叫声的特性分作三组：其中美国东部的指名亞種自成一組，太平洋地區的與為第二組，而分布于西部內陸地區的及其他亚种形成第三組。其中西部內陸地区的各亚种上半身颜色较深；而指名亞種的背部颜色則是所有白胸鳾亞種中最浅的，其鳥喙也比西部内陆和太平洋的亚种來的厚，头冠深色条纹更宽。
| 亚种名称           | 分布范围                                                                         | 形态特征                                                                     |
| ------------------ | -------------------------------------------------------------------------------- | ---------------------------------------------------------------------------- |
| S. c. carolinensis | 指名亚种，分布于北美洲东北部，西至萨斯喀彻温省和德克萨斯州东部                   | 头冠与背部颜色最浅                                                           |
| S. c. aculeata     | 沿海岸线分布于华盛顿州、俄勒冈州及加利福尼亚州西部，向南延伸至下加利福尼亚州北端 | 较S. c. tenuissima更小，下部趋浅黄色，上部颜色略浅，喙更细长                 |
| S. c. alexandrae   | 下加利福尼亚州北部                                                               | 较S. c. aculeata更大，上体颜色略深，喙最长的亚种                             |
| S. c. tenuissima   | 沿喀斯喀特山脉分布，北至不列颠哥伦比亚省，南至南加利福尼亚州                     | 较S. c. nelsoni更小，上部颜色更浅，有更细长的喙                              |
| S. c. nelsoni      | 沿蒙大拿州北部以南至奇瓦瓦州西北端的落基山脉分布                                 | 上部呈暗灰色，头冠颜色更暗，翼上羽毛色差更小                                 |
| S. c. oberholseri  | 德克萨斯州西南部及墨西哥东部                                                     | 与S. c. nelsoni非常相似，但上部与下部的颜色略深                              |
| S. c. mexicana     | 墨西哥西部                                                                       | 较S. c. oberholseri颜色更暗，侧部更灰                                        |
| S. c. kinneari     | 分布于墨西哥南部的格雷罗州与瓦哈卡州                                             | 最小的亚种，与S. c. mexicana相似，但雌性下部橘黄色的覆盖范围更广，有粗壮的喙 |
| S. c. lagunae      | 下加利福尼亚州南端                                                               | 较S. c. alexandrae更小，颜色稍深，下部呈浅黄色，喙更粗壮                     |

### 近似物种
包含白胸鳾在內，共有四種鳾屬鳥類分布於北美洲——其他三個物種分別為红胸䴓、小䴓及褐头䴓。這些鳾鳥體型皆偏小——體長皆約10公分、體重也僅約10公克。:130—133但其身上羽色明顯有所差異，其中僅白胸鳾眼周全為白色羽毛；其他幾種不是具有黑色眼線（红胸䴓），就是頭冠的羽色並非黑色（小䴓、褐头䴓）。

## 分布与栖息地

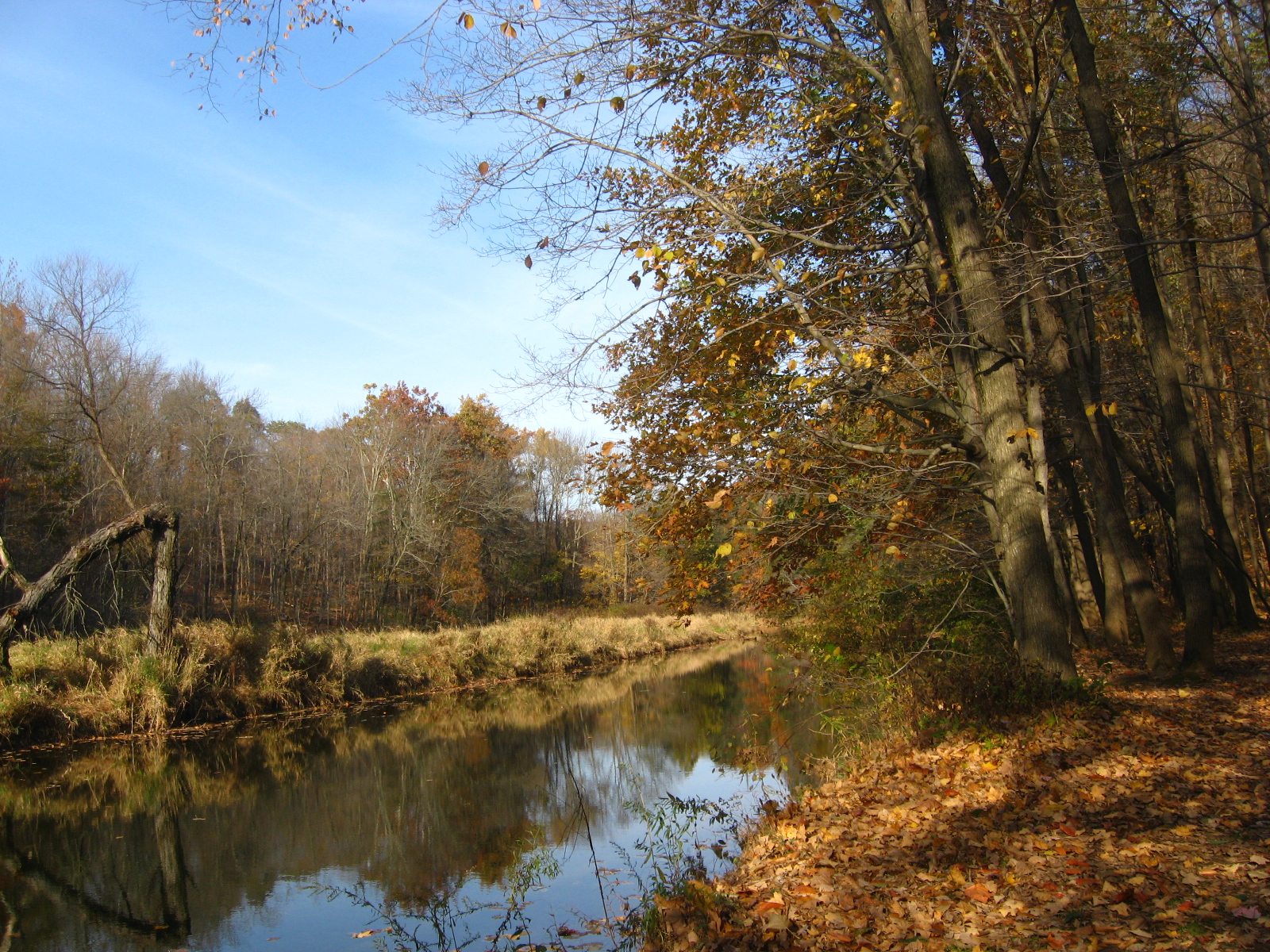
落叶林是西北地区白胸䴓理想的栖息地

白胸䴓为林栖鸟类，分布范围北至加拿大南部、南至佛罗里达州北部和墨西哥南部，具体范围因气候与植被条件而异。在分布区域的东部，白胸䴓偏爱开阔的原始落叶林或混交林，栖息场所包括果园、公园、郊区花园和墓地；尽管这种鸟主要生活在低地，但在田纳西州其也可拥有海拔1,675米的栖息地。美国西部和墨西哥的白胸䴓主要生活在山地松树和橡木林中，内华达州、加利福尼亚州和墨西哥的白胸䴓则会在海拔低于3,200米的地区筑巢。当地有大量长有麨始松与刺柏的河滨林地可供其栖息。白胸䴓也是北美唯一一种通常生活在落叶乔木林中的䴓，而红胸䴓、侏儒䴓和棕头䴓则多在松树林筑巢。
对该物种而言，栖息地须有成熟或腐朽的树木，其上留有适合筑巢的洞。在美国东部，白胸䴓尤其喜爱橡树、山毛榉和山核桃等种子可供食用的树木。其很少像侏儒䴓那样自己开挖巢穴，有时会根据需求主动扩大已有的洞穴。白胸䴓可能偏好死亡树木更多的林地，尽管另一项研究表明其繁殖季一般会在活着的西黄松上筑巢。虽然该鸟适宜的栖息地分布在美洲大陆各地，但并非连成一片，加之其为留鸟，各群落已分化出不同的区域亚种。
白胸䴓与该属的大多数鸟类一样不进行迁徙，成鸟通常全年呆在自己的领地内，不过春秋两季一些个体也会越过常规繁殖地的边界。由于该鸟的种群在某些年份会出现爆发式增长，导致更多个体出现在常规繁殖地以外的地域：温哥华岛、圣克鲁斯岛和百慕大均有该物种的迷鸟记录。1963年10月，一只个体降落在距离纽约市东部6小时航程的皇家邮轮玛丽皇后号上。

## 生态习性
白胸䴓是一种昼行性鸟类，其飞行速度很快，动作有规律，在河流或田野上空时飞行高度较高，而在树丛间则一般进行短距离的曲线飞行。冬季，白胸䴓经常与多种鸟结成小群觅食，鸟群一般由凤头山雀和高山山雀带领，而䴓和绒啄木鸟亦会参与。一般认为进行混群觅食有助于寻找食物和规避天敌，参与的白胸䴓可理解山雀的叫声，并在后者发出警报时立刻尝试躲藏。一项研究发现在山雀离开了鸟群后，白胸䴓会变得谨慎，且不太愿意光顾沒有遮蔽的喂食器。

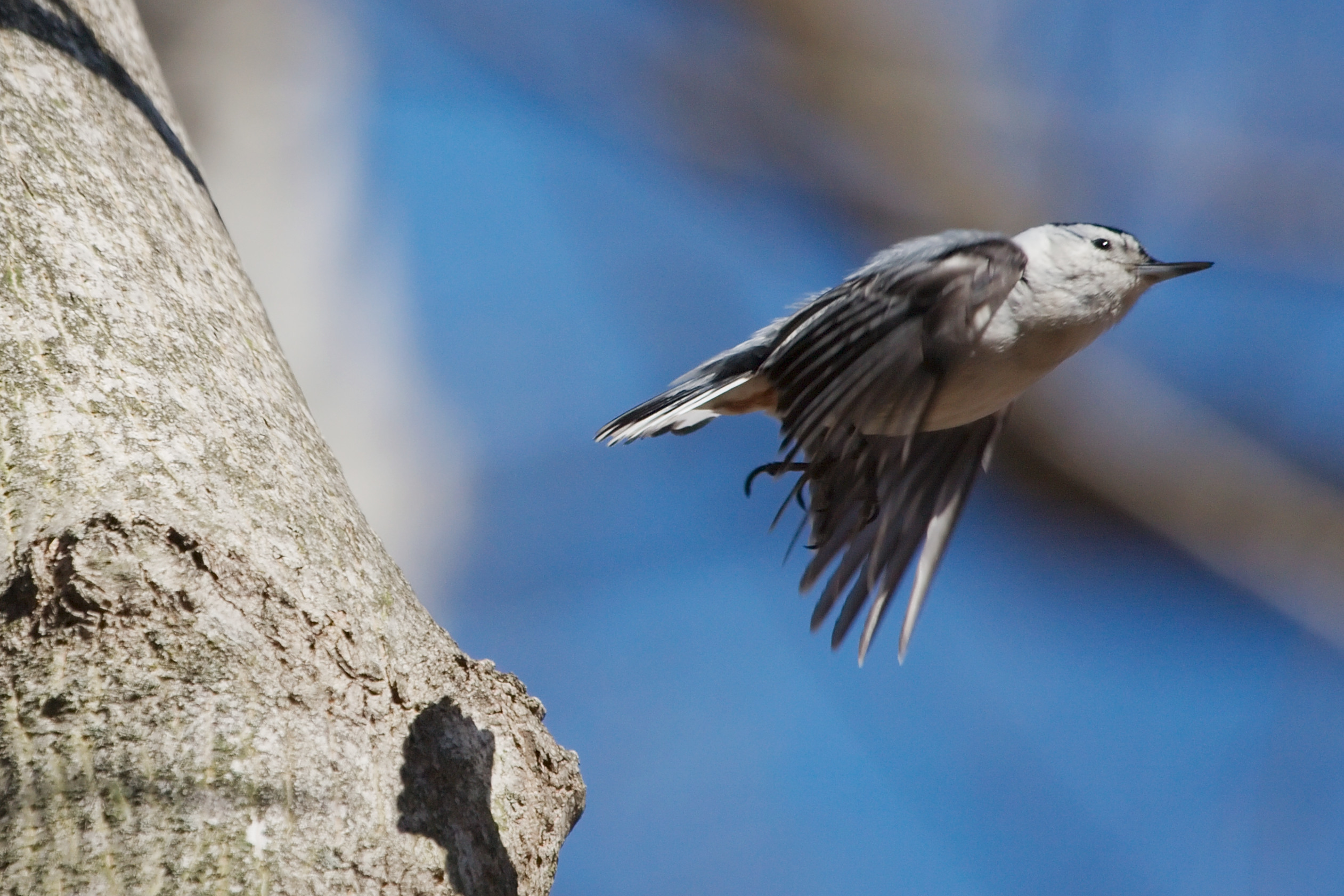
飞翔
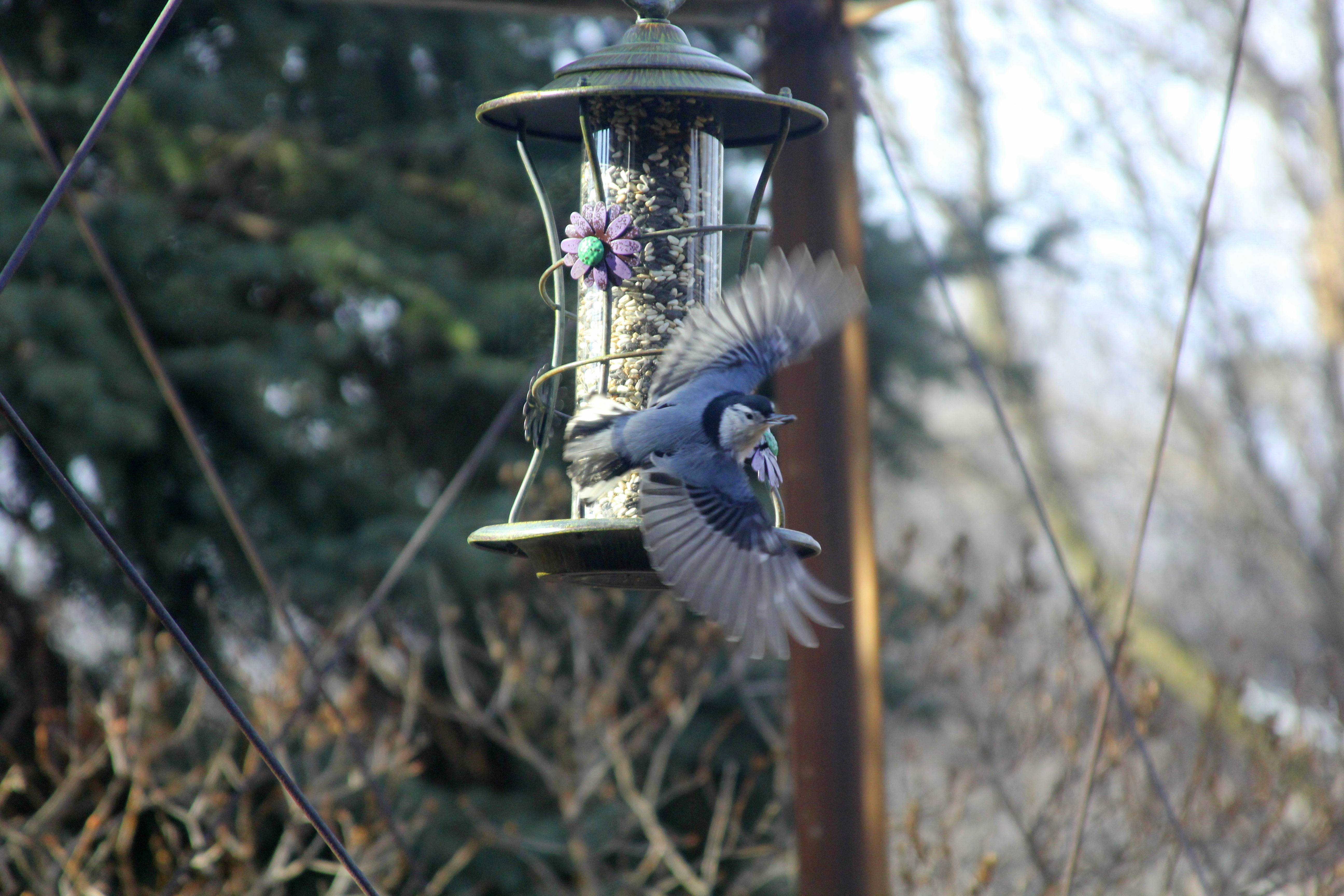
翻飞
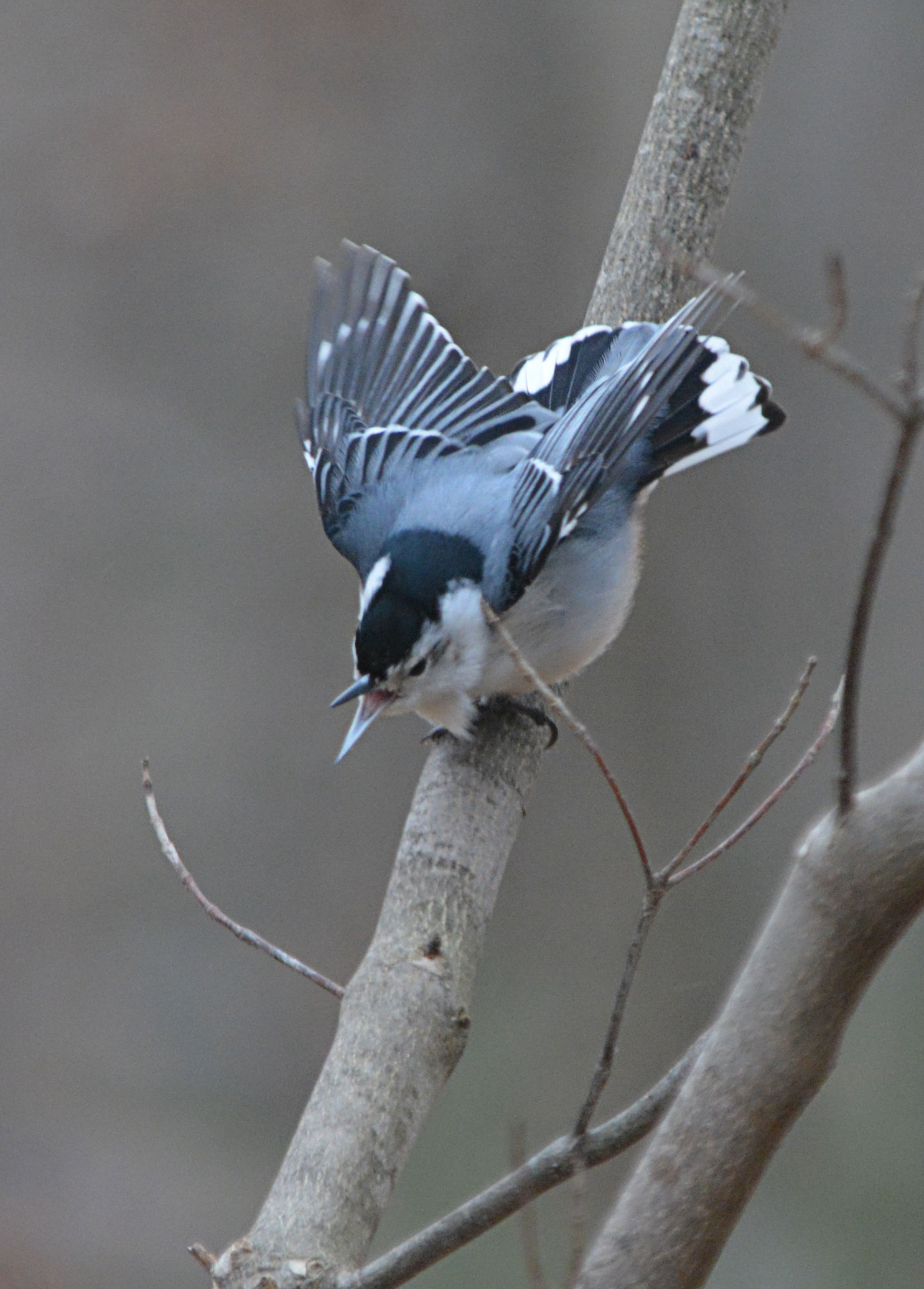
受威胁时

### 繁殖
白胸䴓为一夫一妻制的繁衍模式，在求偶过程中，雄鸟会张开尾巴，垂下翅膀，将身体前部下压，后部上扬，同时前后摇摆，并会不断发出鸣唱；雄鸟也会带给雌鸟一点食物。一旦求爱成功，这对伴侣便会在林地中建立起一块0.1—0.15平方公里的领地，这个面积在半林地中能达到0.2平方公里，然后终年在一起，直到其中一方死亡或消失。白胸䴓经常住进天然树洞或被啄木鸟遗弃的洞内，而且似乎并不介意这些巢穴比它们大得多。
白胸䴓的巢穴距离地面通常高3—12米，内衬毛发、细草和碎树皮，洞口一般朝东或南。其一窝产5到9枚卵，蛋呈乳白色，带有红褐色斑点，平均大小为19×14毫米，由雌鸟经13—14日孵化。作为晚成鸟，雏鸟破壳后需再过18—26日才会长出绒毛，成鸟会继续在巢中喂养幼鸟，直到其羽化的约两周后，雄鸟也会在雌鸟孵蛋期间给后者喂食。一旦离巢，幼鸟就会离开成鸟去建立自己的领地或成为“流浪鸟”，即没有领地的未配对鸟，可能是导致繁殖季后出现大量迷鸟的原因。白胸䴓不繁殖时会栖息在树洞里或松动的树皮后面，在早晨将粪便从居所清走，这一习性在鸟类中很不寻常。这种鸟有强烈的领地意识，通常独自栖息并会驱逐同类，白胸䴓的种群数量在七至八月份的繁殖季达到高峰，随后快速下降，整个冬季密度都较低，但在非常寒冷的天气条件下，最多有29只鸟生活在一起的记录。

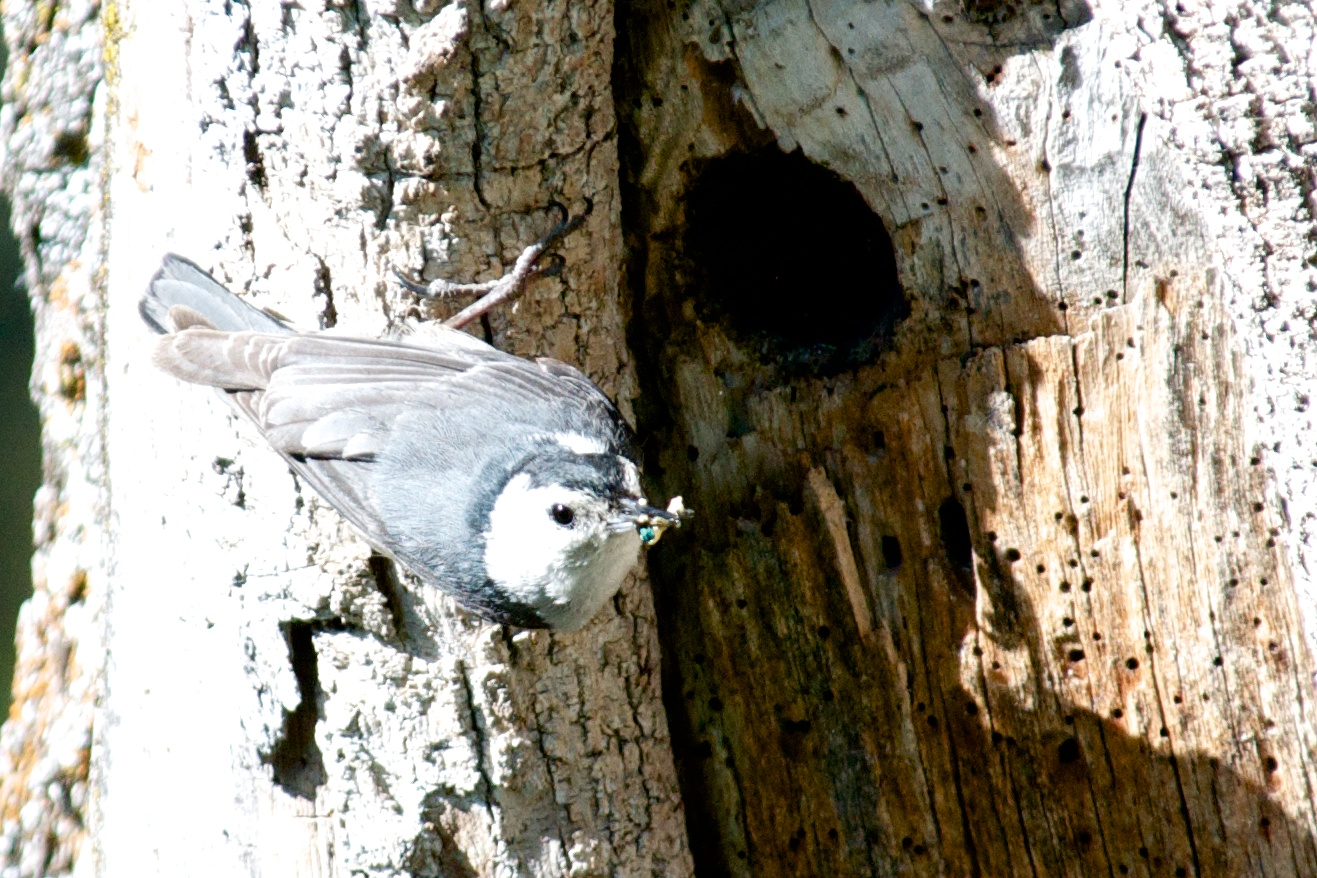
一只嘴里衔着昆虫的成鸟
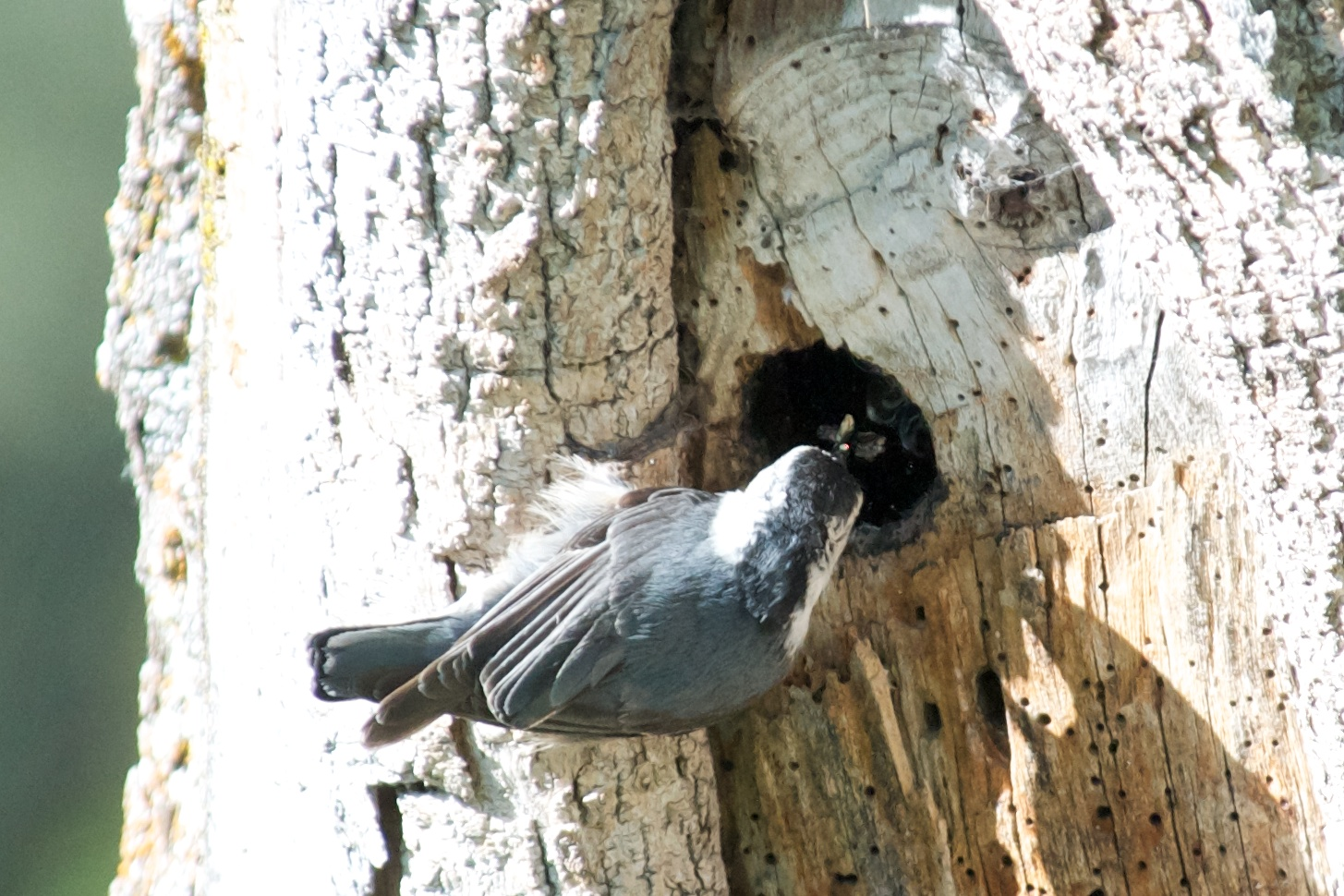
成鸟在给巢中的雏鸟喂食
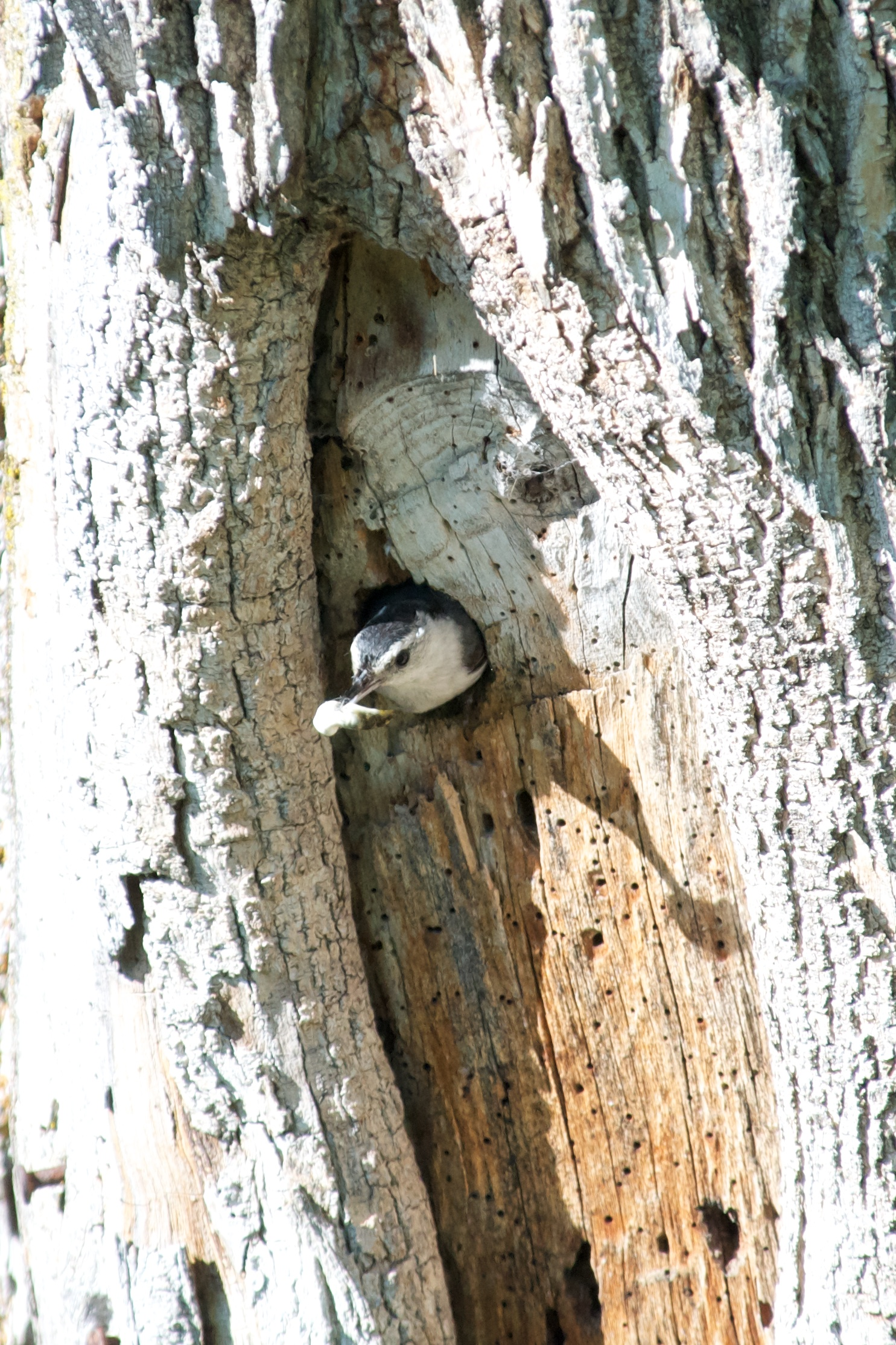
成鸟从巢中取出粪囊（英语：Fecal sac）
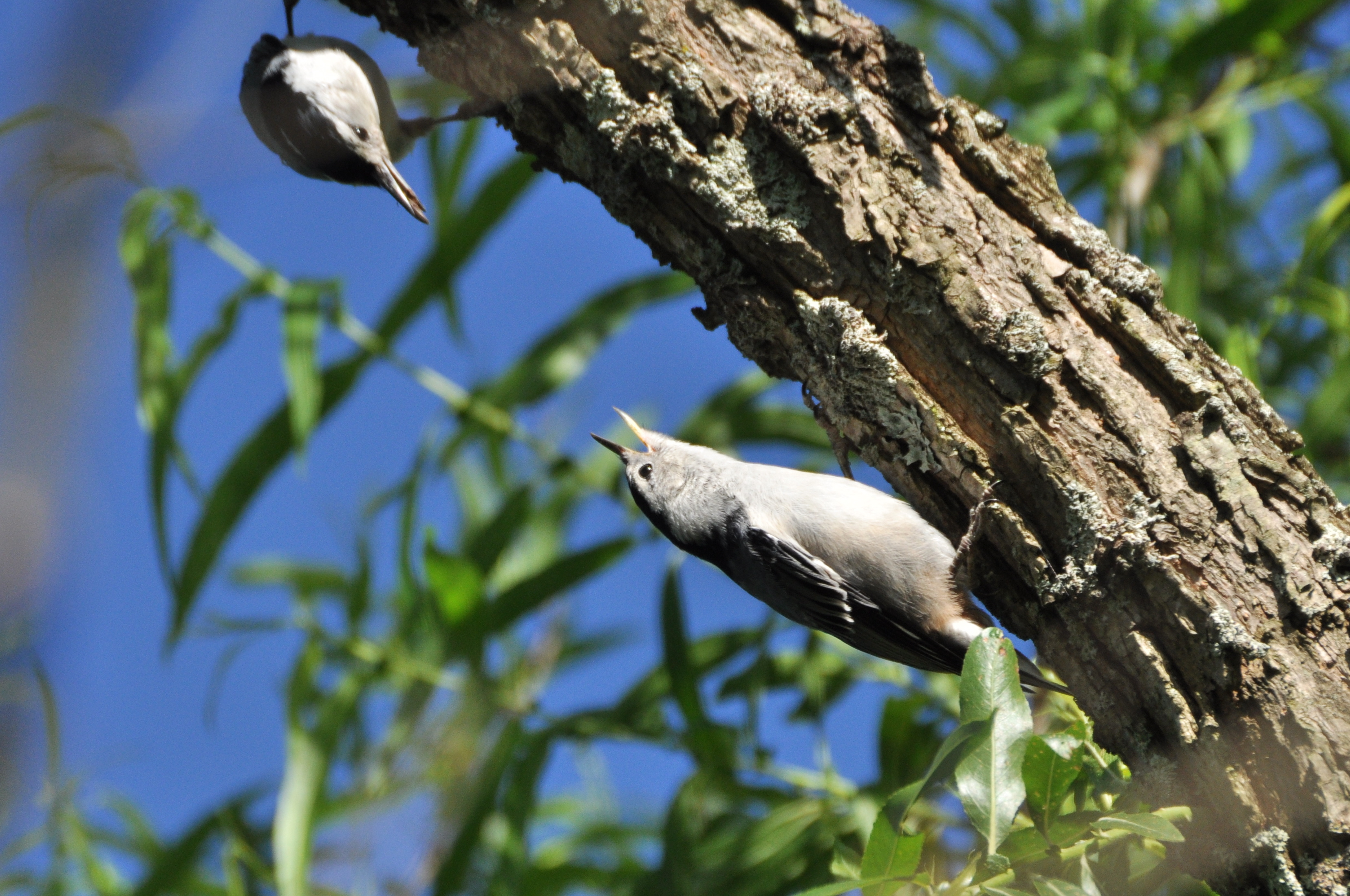
成鸟准备给幼鸟喂食

### 叫声
与其他䴓属物种一样，白胸䴓是聒噪的鸟类，其叫声丰富多样，包括15种不同类型，功能极为广泛，涵盖联络、威慑、警戒、求偶及育雏等。最常见的“hit-tuck”全年都会发出，尤其在秋冬季最为频繁，配对的伴侣会以此确定彼此的位置。另一种极具代表性的叫声是“quank”，一般在兴奋或警戒时发出，且有五种变体，节奏、重复和音调的变化均会导致不同的意思。雄性在春季求偶时常发出具有节奏感的鸣唱，频率在1.5至2.5千赫兹之间，因速率不同分为“慢歌”与“快歌”两类。另有一种更独特的叫声是“chr-chr”，这是雏鸟发出的乞食信号，频率广达0.5–6.0千赫兹，雌鸟在繁殖前会模仿该音调以唤起雄鸟的育雏本能。生活在落基山脉和大盆地的亚种能发出更尖、更快的“yididitititit”声，而太平洋亚种则会发出鼻音更重的“beeerf”声。

### 觅食

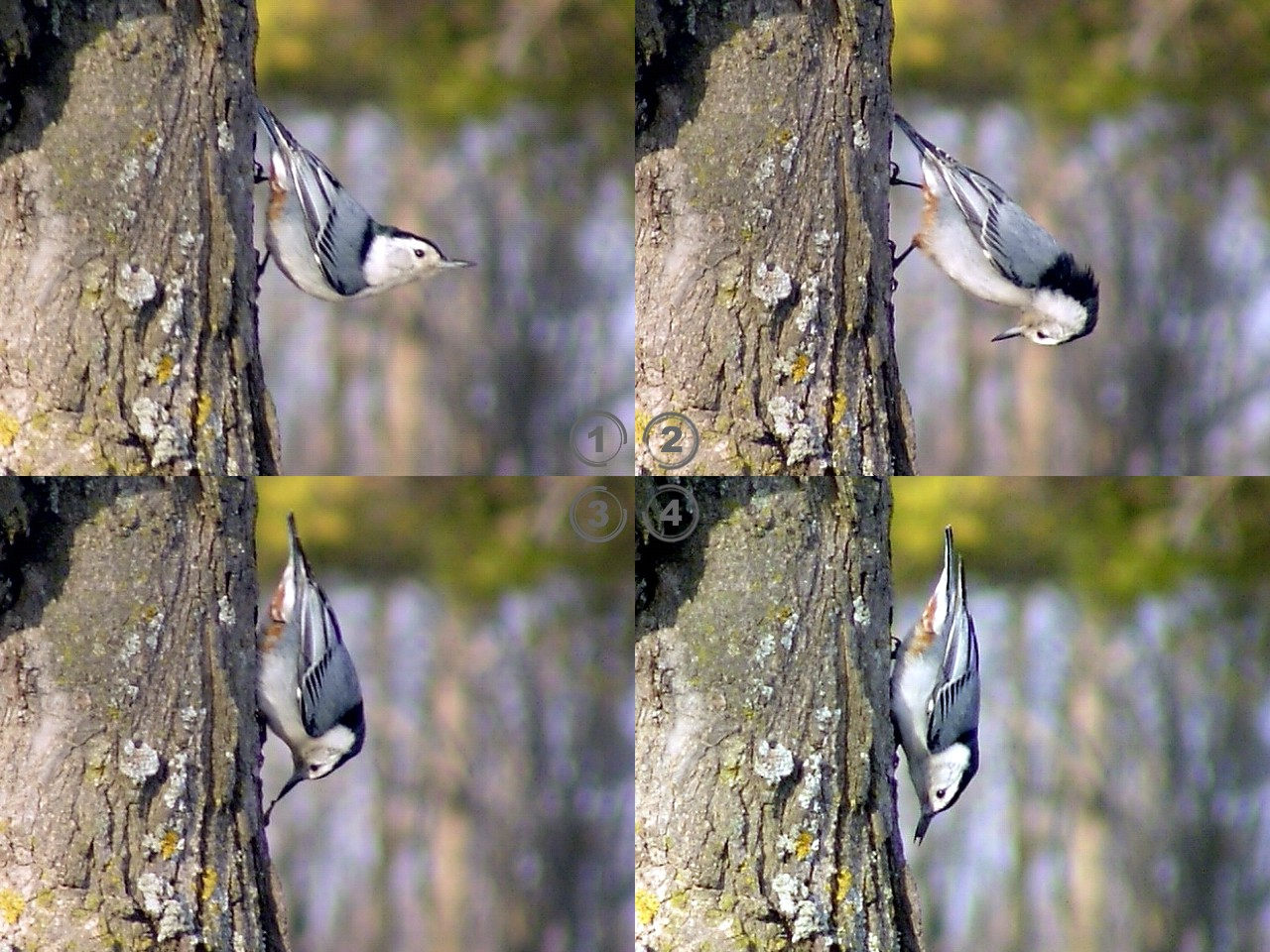
进食过程

白胸䴓在树干和树枝上觅食的方式与啄木鸟和旋木雀相似，但它不会用尾巴来辅助支撑，而是依靠强壮的腿和脚向前跳跃。所有䴓鸟在寻找食物时都独具特点，它们能够头朝下沿着树干向下移，并可倒挂在树梢和细枝上。如同一生境内有侏儒䴓，白胸䴓的觅食习性会有所改变，其会更频繁在较大的树以及靠近树干的树枝上觅食。
白胸鳾是杂食性鸟类，主要以昆虫和种子为食。在冬季時，种子可占其食物的七成，而在夏季则主要以昆虫为食。白胸鳾捕食的昆虫有毛毛虫、蚂蚁，以及松树皮象、苹果梢盾蚧、木虱等林业害虫。这种鸟偶尔会在地面上觅食，并且经常造访喂食站，寻找坚果、板油和葵花籽，常将葵花籽叼走并贮存起来。此外还有观察记录显示，白胸鳾曾光顾浣熊的排泄地，以寻找未消化完的种子。该鸟一般会在找到食物后就近将其贮存在晚花稠李、杨树、山核桃树、橡树等树的树皮褶皱中。此外，其还会将橡子或山核桃等较大的食物塞入树干的缝隙中，然后用坚硬的喙敲碎，也会把多余的种子藏至松散的树皮下或树木的裂缝里。成对的白胸䴓一般会在不同方向分别进行贮存，这一习性可能是避免二者贮存位置重叠从而降低效率。此外，在冬季该鸟还会用冰雪或树皮遮掩其贮存的食物。

### 天敌与寄生
成年个体的天敌包括纹腹鹰、库柏鹰和猫头鹰等猛禽，而雏鸟和鸟蛋则有被啄木鸟、小型松鼠以及树栖蛇类（如豹斑蛇）捕食的风险。此外，其鸟巢偶尔会被褐头牛鹂巢寄生。白胸鳾在巢穴附近发现捕食者时，会扇动翅膀并发出“hn-hn”的叫声作为回应。当其离开巢穴时，会用一块毛皮或植被擦拭巢穴入口，以减少捕食者凭借嗅觉找到巢穴的可能性。此外，它们还可能在巢穴入口涂抹芫菁，有研究认为这种昆虫被碾碎后散发出的难闻气味可以驱赶与其争夺天然树洞的松鼠。白胸鳾的平均寿命估计为两年，但最长记录达到了十二年零九个月。
白胸鳾对捕食者的反应可能与其生殖策略有关，一项研究比较了白胸鳾和红胸鳾在面对捕食者模型时，雄鸟给正在孵卵的雌鸟喂食的意愿，研究使用了两种捕食者模型：猎食成年鳾鸟的纹腹鹰和捕食鸟蛋的北方鶯鷦鷯。白胸鳾的寿命比红胸鳾更短，但繁殖更多后代，研究发现其对北方鶯鷦鷯的反应更加强烈，而红胸鳾则对纹腹鹰更为警惕。这一发现佐证了生活史理论，即寿命较长的物种更倾向于保护成鸟本身以确保在未来能产下更多后代，而寿命较短的物种则更重视后代的生存。
白胸鳾的体内寄生虫包括多种顶复门动物、吸虫和锥虫，而体外寄生虫则包括虱蝇科中一些吸血蝇（如Ornithoica confluenta和Ornithomya anchineuria）及特定螨虫物种（如Knemidokoptes jamaicensis）的侵害，后者会导致白胸鳾染上疥癣。

## 保护状况
白胸鳾相当常见，分布范围广泛，其总种群数量估计为1000万只，并且有证据表明该数量呈上升趋势。因此，它远未达到IUCN红色名录评估标准中关于种群数量（少于10,000只成熟个体）或种群下降（10年或三代内减少30%以上）的门槛。国际自然保护联盟（IUCN）将其评定为无危物种。
由于该鸟依赖树洞筑巢，砍伐森林中的枯死树木可能会对此地区的白胸鳾造成影响。在美国华盛顿州、东南部地区以及德克萨斯州，白胸鳾的数量有所下降。然而在加拿大阿尔伯塔省，其繁殖范围正在扩展，而在美国东北部由于当地森林生态系统有所恢复，该物种的数量呈上升趋势。白胸鳾受到《1918年候鸟条约法》的保护，该法案由其分布范围内的加拿大、美国和墨西哥三国共同签署，以保护候鸟及其栖息地。

## 外部連結
- Internet Bird Collection  Videos
- South Dakota Birds and Birding （页面存档备份，存于） Information and photographs
- USGS Patuxent Bird Identification InfoCenter
- VIREO （页面存档备份，存于） photo gallery
- White-breasted Nuthatch （页面存档备份，存于）, Talk about Wildlife
- White-breasted Nuthatch, Birds of Nova Scotia
- White-breasted Nuthatch Bird Sound （页面存档备份，存于）